# The Mother of Us All
The Mother of Us All (títol original en anglès; La mare de tots nosaltres) és una òpera en dos actes amb música de Virgil Thomson i llibret en anglès de Gertrude Stein. És la crònica de la vida de Susan B. Anthony, una de les principals figures en la lluita pel vot femení als EUA En un estil a la moda, reuneix personatges, ficticis i no ficticis, de diferents èpoques de la història nord-americana.

## Representacions
Es va estrenar el 7 de maig de 1947 en el Branders Matthews Hall de la Universitat de Colúmbia amb la soprano Dorothy Dow com a Susan B. Anthony.

## Personatges
| Personatge                                   | Tessitura                        | Repartiment de l'estrena 7 de maig de 1947 (Director: Otto Luening) |
| -------------------------------------------- | -------------------------------- | ------------------------------------------------------------------- |
| Susan B. Anthony                             | mezzosoprano o soprano dramàtica | Dorothy Dow                                                         |
| Anne                                         | contralt                         | Belva Kibler                                                        |
| Gertrude S.                                  | soprano                          | Hazel Gravell                                                       |
| Virgil T.                                    | baríton                          | Robert Grooters                                                     |
| Daniel Webster                               | baix                             | Bertram Rowe                                                        |
| Andrew Johnson                               | tenor                            |                                                                     |
| Thaddeus Stevens                             | tenor                            | Alfred Kunz                                                         |
| Jo the Loiterer                              | tenor                            | William Horne                                                       |
| Chris the Citizen                            | baríton                          |                                                                     |
| Indiana Elliot                               | contralt                         | Ruth Krug                                                           |
| Angel More                                   | soprano                          | Carolyn Blakeslee                                                   |
| Henrietta M.                                 | soprano                          | Teresa Stich-Randall                                                |
| Henry B.                                     | baix-baríton                     |                                                                     |
| Anthony Comstock                             | baix                             |                                                                     |
| John Adams, presumiblement John Quincy Adams | tenor                            | Robert Sprecher                                                     |
| Constance Fletcher                           | mezzosoprano                     | Alice Howland                                                       |
| Gloster Heming                               | baríton                          |                                                                     |
| Isabel Wentworth                             | mezzosoprano                     |                                                                     |
| Anna Hope                                    | contralt                         | Carlton Sunday                                                      |
| Lillian Russell                              | soprano                          | Nancy Reid                                                          |
| Jenny Reefer                                 | mezzosoprano                     | Dianna Herman                                                       |
| Ulysses S. Grant                             | baix-baríton                     | Everett Anderson                                                    |
| Herman Atlan                                 | baríton alt                      |                                                                     |
| Donald Gallup                                | baríton                          |                                                                     |
| A.A. i T.T., patges o postillones            |                                  |                                                                     |
| Negre Man i Negre Woman                      |                                  |                                                                     |
| Germà d'Indiana Elliot                       | baix-baríton                     |                                                                     |

## Enregistrament
- Virgil Thomson: The Mother of Us All (Karen Beck, Sondra Stowe, Jimmie Dl. Null, William Lewis, Steven Loewengart, Thomas Parker, Marla McDaniels, D'Artagnan Petty, Stephen Bryant, Ashley Putnam, et al.; director: Raymond Leppard; cor i orquestra de l'Òpera de Santa Fe. Gravat a Santa Fe, Nou Mèxic, 1977. Discogràfica: New World Records